# Michael Ronda
Michael Ronda (n. 28 septembrie 1996, Guadalajara, Jalisco, Mexic) este un actor și cântăreț mexican cunoscut pentru rolul său Poncho din Como dice el dicho și Simon Alvarez în Soy Luna („Sunt Luna”).

## Filmografie
| Anul         | Titlu                 | Rol           | Note                         |
| ------------ | --------------------- | ------------- | ---------------------------- |
| 2009         | Cada quien su santo   | Victor        | Television series            |
| 2011         | La fuerza del destino | Camilo        | Television series            |
| 2011         | La Noche del Pirata   | Dani          | Film                         |
| 2011         | Bacalar               | Santiago      | Film                         |
| 2011—2015    | Como dice el dicho    | Poncho        | Television series; lead role |
| 2016—present | Soy Luna              | Simón Álvarez | Television series; main role |